# برغوث الماء (جنس)
برغوث الماء العذب أو دافنيا (الاسم العلمي Daphnia)، جنس من الدويبات الصغيرة المائية ينتمي إلى القشريات. يعيش جماعات في المياه الحلوة الراكدة وهو أحمر اللون قريب الشبه من البرغوث ويقفز مثله ولذلك سمي برغوث الماء.